# گورستان جیرخوار
گورستان جیرخوار در شهرستان رضوانشهر، بخش پره سر، روستای ارده واقع شده و این اثر در تاریخ ۲۷ بهمن ۱۳۸۲ با شمارهٔ ثبت ۱۰۹۵۹ به‌عنوان یکی از آثار ملی ایران به ثبت رسیده است.